# Kikuko Kawakami
Kikuko Kawakami (川上 喜久子, Kawakami Kikuko, 9 février 1904 - 26 octobre 1985) est une écrivaine japonaise active durant l'ère Shōwa (1926-1989). Son nom de jeune fille est Shinoda Kikuko.

## Biographie
Née dans la préfecture de Shizuoka, Kawakami Kikuko est diplômée de l'école supérieure pour filles de Heijo et du cours de formation professionnelle à l'école supérieure pour filles de Yamawaki. En 1924, elle accompagne son mari en Corée, alors occupée par le Japon, où elle vit jusqu'en 1931. 
En 1927, le Asahi Shimbun d'Osaka la récompense d'un prix pour son roman Aru Minikui Biganjutsu-shi qui est ensuite publié en feuilleton dans le journal. 
Après son retour au Japon en 1931, elle et son mari retraité s'installent à Kamakura, préfecture de Kanagawa, de sorte qu'elle puisse recevoir un traitement médical pour une maladie contractée en Corée. Elle continue à vivre à Kamakura jusqu'à sa mort en 1985.
Tandis qu'elle réside à Kamakura, elle fréquente les personnalités littéraires de la ville dont Fusao Hayashi, Kawabata Yasunari et Akiko Yosano (qui lui enseigne la poésie tanka). Quelques-uns de ses poèmes sont acceptés par Myōjō. 
En 1936, Hayashi et Kawabata encouragent Kawakami à publier Fuyubi no Kage (« L'Ombre d'un jour d'hiver »), Saigetsu (« Temps et marée ») et Metsubo no Mon (« La porte de la ruine ») dans le Bungakukai, importante revue littéraire mensuelle. Les trois romans sont encensés par la critique, Metsubo no Mon se voit décerner le 11e prix Bungakukai et sélectionné pour le 4e prix Akutagawa. 
À la suite de cette reconnaissance, Kawakami écrit un certain nombre de romans coup sur coup dont Hikari Honokanari (« Faible lueur »), Biko (« pénombre ») et Hanazono no Shosoku, publié dans le Bungakukai. Elle décrit dans un style objectif et impassible l'oppression croissante ressentie au cours du militarisme japonais grandissant. 
Après la Seconde Guerre mondiale, Kawakami délaisse l'activité littéraire mais publie Kagero pas Banka (« Elégie sur mirage ») dans ses dernières années.

## Source de la traduction
- (en) Cet article est partiellement ou en totalité issu de l’article de Wikipédia en anglais intitulé « Kikuko Kawakami » (voir la liste des auteurs).